# Österreichische Fußballmeisterschaft 1980/81
Die Österreichische Fußballmeisterschaft 1980/81 wurde vom Österreichischen Fußball-Bund ausgerichtet. Als Unterbau zur 1. Division diente die eingleisig geführte 2. Division. Als dritte Leistungsstufe fungierten die Regionalliga West (Salzburg, Tirol, Vorarlberg) sowie die Landesligen von Wien, Niederösterreich, dem Burgenland, Kärnten, Oberösterreich und der Steiermark.

## Erste Leistungsstufe – 1. Division

### Allgemeines
Die Meisterschaft startete am 14. August mit der Begegnung Rapid Wien gegen Sportklub (0:1), die restlichen Matches folgten am 16. August mit u. a. dem Match von Vorjahrsmeister Austria Wien gegen Admira. Ein wichtiger Transfer vor Start der Frühjahrsmeisterschaft war Rapid Wien gelungen, welches Hans Krankl vom CF Barcelona (auf Raten bzw. durch Kreditaufnahme und andere Geldquellen) zurückkaufte.

Nach dem Herbst führte Sturm Graz mit 25 Punkten vor Austria Wien und dem GAK (je 23). Auf der anderen Tabellenseite waren nur Austria Salzburg (10) und Eisenstadt (8) bedroht, denn der Drittletzte VÖEST wies schon 16 Punkte auf. Die Prognosen vor dem Rückrundenstart am 14./15. Februar sprachen von einem Titelgewinn für Austria Wien. Doch der SK Sturm, angeführt von Torschützenkönig Gernot Jurtin, vermochte erstmals in seiner Vereinsgeschichte nach dem Meisterteller zu greifen. Es gab ein fortwährendes Duell des Winterkönigs mit der Austria: Durch ein 2:5 im direkten Duell am Sportclub-Platz in Wien (wo die Austria auf ihrer "Wanderschaft" meist im Frühjahr ihre Heimspiele austrug) war die Tabellenführung in der 32. Runde am 23. Mai mit 41 zu 40 Punkten an die Wiener Veilchen gegangen, aber schon eine Runde danach hieß es 42:40 für Sturm (mit dessen 3:1-Sieg über Salzburg bei gleichzeitigem 2:3 des Konkurrenten beim LASK), dann erhöhte Sturm mit einem 7:0 gegen den Sport-Club (Austria im großen Derby 0:0 gegen Rapid) um einen Zähler, den die Austria aber in der vorletzten Runde "zurückholte" (sie gewann in Eisenstadt 3:0, Sturm spielte beim LASK 2:2). Das "Finale" gab es am 20. Juni: Sturm bereitete sich beim Heimspiel vor 22.000 Zuschauern im überfüllten Liebenauer Stadion gegen Rapid auf die Meisterfeier vor, doch es kam anders. Rapid spielte die nervösen Grazer 4:1 aus, während die Austria ihrerseits in Dornbach den GAK 6:1 besiegte und so unverhofft den vierten Meisterschaftsgewinn in Serie und den 15. insgesamt bejubeln durfte.

Neben der Austria im Europacup der Landesmeister gingen Cupsieger GAK im Europacup der Cupsieger 1982 sowie Rapid und Sturm Graz im UEFA-Cup 1982 international ins Rennen. Größter Erfolg war dabei Rapid beschienen, der Klub kam über Videoton Székesfehérvár und PSV Eindhoven bis ins Achtelfinale und unterlag dort nur knapp Real Madrid. Im Praterstadion gab es am 25. November eine 0:1-Niederlage, am 9. Dezember dann im Estadio Santiago Bernabeu ein 0:0, doch kritisierte der Rapid-Vorstand wegen des Defensivkonzepts seinen Trainer Walter Skocik. Die Austria kam nur in die zweite Runde, wobei sie ein fast ähnliches Schicksal wie Rapid erlitt: gegen Dynamo Kiew daheim ein 0:1, auswärts dann 1:1. Für den GAK war schon in der 1. Runde gegen Dinamo Tiflis (A 0:2, H 2:2) Endstation. Sturm Graz hatte in der 2. Runde den IFK Göteborg zum Gegner, einem Heim-2:2 folgte ein enges Match in Schweden – das Siegtor Göteborgs fiel erst in der Schlussminute per Elfmeter – und der Tenor der Grazer Berichterstatter lautete "krasse Benachteiligung", "parteiische Spielleitung durch den norwegischen Referee Rolf Nyhus".

#### Abstiegskampf
Auch dieser verlief spannend, letztlich musste Aufsteiger Eisenstadt aber auch gleich wieder absteigen. Auch hier hatte es ein langes Ringen zwischen Salzburg und den Burgenländern und einmal "Vorteil" für diesen, eine Runde darauf für den anderen gegeben – und das Direktduell fand in der letzten Runde statt. Hinterher gesehen hatte die 34. Runde die erste kleine Vorentscheidung gebracht, denn Salzburg gewann sein Heimspiel gegen den LASK 1:0, während Eisenstadt bei Admira 2:3 verlor, womit Erstgenannte punktemäßung zu Eisenstadt aufschlossen (jeweils 21), aber über die weitaus bessere Tordifferenz verfügten. Die vorletzte Runde endete für beide Teams punkte- und torlos. Den Salzburgern hätte bei ihrem Heimspiel im Stadion Lehen ein Remis genügt, späte Tore (davon das 1:0 in der 77. Minute aus einem Elfmeter, den Tormann Herbert Rettensteiner verwandelte) brachten ein 2:0 für die Mozartstädter. Der Hoffnungsschimmer "Aufstockung" (wieder einmal wurde diese Idee aufs Tapet gebracht) erfüllte sich für Eisenstadt nicht, welches bei einer solchen ein Relegationsspiel gegen den Dritten der Zweiten Division, die Vienna, hätte spielen dürfen.

#### Weitere Begebenheiten
Bereits in der ersten Runde am 16. August gab es mit Admira/Wacker gegen Austria Wien (0:1) ein Match, das die Sportinstanzen längere Zeit beschäftigte. Es stellte sich heraus, dass bei den Austrianern der zuletzt bei Werder Bremen tätig gewesene Gerhard Steinkogler gespielt hatte, für dieses Match aber nicht spielberechtigt war (die offizielle Freigabe durch den DFB war zu spät eingelangt); die Letztinstanz schrieb am 8. November 1980 der Admira einen 3:0-Sieg mit 2 Punkten gut. Steinkogler war erst ab dem Frühjahr 1981, somit akkurat wieder gegen Admira (in der 19. Runde am 21. Februar mit 2:1-Sieg der Admira) spielberechtigt.
Die Austria wurde aber auch von einer Disziplinlosigkeit betroffen, denn am 4. Oktober 1980 hatte deren Tormann Friedl Koncilia beim Abgang nach dem Match beim Grazer AK (Ergebnis 1:1) dem gegnerischen Spieler Werner Gregoritsch einen Kopfstoß versetzt. Koncilia wurde vom Strafsenat am 13. Oktober für sechs Monate gesperrt (Hannes Weninger musste ihn ersetzen). Nebenbei wurde Koncilia von Teamchef Karl Stotz, der Zeuge dieses Vorfalls war, aus dem Teamkader für das Länderspiel am 8. Oktober gegen Ungarn eliminiert.

#### Statistik
In der Heimtabelle war die Austria mit 30 Punkten vor Sturm (26), GAK (25) und Rapid (24) voran; in der Auswärtstabelle war es Rapid vor Sturm (beide 19), danach Admira (18) und Austria (16). Jeweils Vorletzter und Letzter Salzburg und Eisenstadt, wobei es in der Heimbilanz für beide 18 Punkte gab. Auswärts waren sie wenig erfolgreich, Salzburg kam auf fünf Punkte, Eisenstadt (sieglos) mit drei Unentschieden somit auf drei.

Insgesamt gab es acht Ausschlüsse (Koncilia ist hier nicht inbegriffen, weil dies ein Vorfall nach Spielschluss war), von 42 Elfmetern wurden sieben gehalten und vier daneben geschossen. Es kamen insgesamt 217 Spieler zum Einsatz, davon bestritten sieben die gesamte Spielzeit der 36 Matches.

#### Kuriosum
Liga-Obmann Hans Reitinger war offensichtlich davon ausgegangen, dass Sturm Graz Meister wird, hatte daher die Reise nach Graz mit dem Meisterteller angetreten.

### Abschlusstabelle
| Pl. | Verein              | Sp. | S  | U  | N  | Tore    | Diff. | Punkte |
| --- | ------------------- | --- | -- | -- | -- | ------- | ----- | ------ |
| 1.  | FK Austria Wien (M) | 36  | 20 | 6  | 10 | 077:460 | +31   | 46     |
| 2.  | SK Sturm Graz       | 36  | 17 | 11 | 8  | 058:390 | +19   | 45     |
| 3.  | SK Rapid Wien       | 36  | 18 | 7  | 11 | 069:430 | +26   | 43     |
| 4.  | FC Admira/Wacker    | 36  | 17 | 8  | 11 | 056:520 | +4    | 42     |
| 5.  | Grazer AK (C)       | 36  | 13 | 12 | 11 | 052:490 | +3    | 38     |
| 6.  | SK VOEST Linz       | 36  | 12 | 12 | 12 | 044:400 | +4    | 36     |
| 7.  | Linzer ASK          | 36  | 11 | 12 | 13 | 042:510 | −9    | 34     |
| 8.  | Wiener Sport-Club   | 36  | 12 | 8  | 16 | 046:490 | −3    | 32     |
| 9.  | SV Austria Salzburg | 36  | 10 | 3  | 23 | 040:610 | −21   | 23     |
| 10. | SC Eisenstadt (N)6  | 30  | 0  | 9  | 21 | 025:590 | −34   | 09     |

| (M) | Österreichischer Meister 1979/80 |
| (C) | ÖFB-Cup-Sieger 1979/80           |
| (N) | Neuaufsteiger der Saison 1979/80 |

### Torschützenliste
|    | Tore    | Spieler             | Verein            |
| -- | ------- | ------------------- | ----------------- |
| 1  | 20 Tore | Gernot Jurtin       | SK Sturm Graz     |
| 2. | 16 Tore | Johann Krankl       | SK Rapid Wien     |
|    |         | Christian Keglevits | SK Rapid Wien     |
|    |         | Alfred Drabits      | Wiener Sport-Club |
| 5. | 15 Tore | Felix Gasselich     | FK Austria Wien   |

siehe auch Liste der besten Torschützen Österreichs

### Die Meistermannschaft der Wiener Austria
Friedl Koncilia, Johannes Weninger – Erich Obermayer, Robert Sara, Josef Sara, Günther Pospischil – Karl Daxbacher, Felix Gasselich, Franz Zore, Johann Dihanich, Harald Fürst, Ernst Baumeister, Thomas Pfeiler, Petko Petkow, Walter Schachner, Gerhard Steinkogler, Fritz Borgan, Rubén Plaza, Johann Drabek, Erwin Jelinek – Trainer: Erich Hof

## Zweite Leistungsstufe – 2. Division

### Abschlusstabelle
| Pl. | Verein                             | Sp. | S  | U  | N  | Tore    | Diff. | Punkte |
| --- | ---------------------------------- | --- | -- | -- | -- | ------- | ----- | ------ |
| 1.  | SSW Innsbruck                      | 30  | 22 | 6  | 2  | 069:180 | +51   | 50     |
| 2.  | SK Austria Klagenfurt              | 30  | 17 | 9  | 4  | 048:210 | +27   | 43     |
| 3.  | First Vienna FC 1894 (A)           | 30  | 14 | 9  | 7  | 049:330 | +16   | 37     |
| 4.  | SPG Innsbruck                      | 30  | 13 | 10 | 7  | 040:250 | +15   | 36     |
| 5.  | FC Union Wels (N)                  | 30  | 13 | 10 | 7  | 039:290 | +10   | 36     |
| 6.  | SV Sankt Veit an der Glan          | 30  | 14 | 6  | 10 | 051:430 | +8    | 34     |
| 7.  | Donawitzer SV Alpine               | 30  | 9  | 12 | 9  | 031:300 | +1    | 30     |
| 8.  | Villacher SV                       | 30  | 8  | 12 | 10 | 030:340 | −4    | 28     |
| 9.  | Wolfsberger AC                     | 30  | 9  | 10 | 11 | 037:490 | −12   | 28     |
| 10. | 1. Simmeringer SC                  | 30  | 8  | 10 | 12 | 032:420 | −10   | 26     |
| 11. | Salzburger AK 1914 (R)             | 30  | 8  | 9  | 13 | 033:390 | −6    | 25     |
| 12. | Kapfenberger SV                    | 30  | 8  | 9  | 13 | 029:480 | −19   | 25     |
| 13. | SC Neusiedl am See (N)             | 30  | 6  | 11 | 13 | 031:380 | −7    | 23     |
| 14. | IG Bregenz/Dornbirn                | 30  | 9  | 5  | 16 | 024:400 | −16   | 23     |
| 15. | 1. Wiener Neustädter SC            | 30  | 5  | 9  | 16 | 026:470 | −21   | 19     |
| 16. | SC Amateure Sankt Veit an der Glan | 30  | 7  | 3  | 20 | 028:610 | −33   | 17     |

| (A) | Absteiger der Saison 1979/80                                                                    |
| (R) | Gewinner der Relegation zwischen Landesliga Vorarlberg und Regionalliga West der Saison 1979/80 |
| (N) | Neuaufsteiger der Saison 1979/80                                                                |

## Dritte Leistungsstufe

### Aufstieg Gruppe Ost
Aufstiegsspiele Gruppe Ost
1. Runde
|              | Gesamt    |             | Hinspiel | Rückspiel |
| ------------ | --------- | ----------- | -------- | --------- |
| SV Stockerau | (a)3:3(a) | SV Oberwart | 1:1      | 2:2       |

Qualifikation
|              | Gesamt |               | Hinspiel | Rückspiel |
| ------------ | ------ | ------------- | -------- | --------- |
| SV Stockerau | 0:2    | Favoritner AC | 0:2      | 0:0       |

### Aufstieg Gruppe Mitte
Abschlusstabelle 
| Pl. | Verein            | Sp. | S | U | N | Tore    | Diff. | Punkte |
| --- | ----------------- | --- | - | - | - | ------- | ----- | ------ |
| 1.  | SV Flavia Solva   | 4   | 3 | 1 | 0 | 009:300 | +6    | 07     |
| 2.  | SV Spittal        | 4   | 1 | 1 | 2 | 011:800 | +3    | 03     |
| 3.  | Union Vöcklamarkt | 4   | 1 | 0 | 3 | 004:130 | −9    | 02     |

### Regionalliga West
Allgemeines
Es gibt erstmals wieder – seit dem Wegfall nach der „großen Reform“ nach dem Spieljahr 1973/74 – eine Regionalliga West. Allerdings wurde ab 1977/78 die „Alpenliga“ mit Vereinen der Verbände aus Tirol und Salzburg geführt.
Abschlusstabelle 
| Pl. | Verein                   | Sp. | S  | U  | N  | Tore    | Diff. | Punkte |
| --- | ------------------------ | --- | -- | -- | -- | ------- | ----- | ------ |
| 1.  | ASK Salzburg             | 26  | 17 | 6  | 3  | 049:230 | +26   | 40     |
| 2.  | SC Schwaz                | 26  | 14 | 9  | 3  | 040:200 | +20   | 37     |
| 3.  | WSG Swarovski Wattens    | 26  | 13 | 7  | 6  | 041:240 | +17   | 33     |
| 4.  | SC Kundl                 | 26  | 13 | 4  | 9  | 047:320 | +15   | 30     |
| 5.  | SK Rum (N)               | 26  | 10 | 10 | 6  | 041:290 | +12   | 30     |
| 6.  | SC Admira Dornbirn (NV)  | 26  | 9  | 11 | 6  | 034:280 | +6    | 29     |
| 7.  | SC Austria Lustenau (NV) | 26  | 9  | 9  | 8  | 029:250 | +4    | 27     |
| 8.  | FC Höchst (NV)           | 26  | 8  | 8  | 10 | 026:340 | −8    | 24     |
| 9.  | SC Tamsweg               | 26  | 8  | 7  | 11 | 025:250 | ±0    | 23     |
| 10. | USK Anif                 | 26  | 8  | 7  | 11 | 025:370 | −12   | 23     |
| 11. | Dornbirner SV (NV)       | 26  | 7  | 7  | 12 | 035:410 | −6    | 21     |
| 12. | USV Taxham               | 26  | 8  | 4  | 14 | 029:380 | −9    | 20     |
| 13. | SV Hall                  | 26  | 5  | 6  | 15 | 026:530 | −27   | 16     |
| 14. | ATSV Trimmelkam (R)      | 26  | 2  | 7  | 17 | 022:600 | −38   | 11     |

| (A)  | Absteiger der Saison 1979/80                                                    |
| (N)  | Neuaufsteiger der Saison 1979/80                                                |
| (NV) | Neuaufsteiger aus Vorarlberg der Saison 1979/80                                 |
| (R)  | Gewinner der Relegation der Regionalliga West und Landesliga der Saison 1979/80 |